# Baršunasta revolucija
Baršunasta revolucija je naziv za nenasilnu revoluciju u Čehoslovačkoj koja je trajala od 16. studenog do 29. prosinca 1989. godine. Njome je mirotvorno srušen komunistički režim na vlasti od 25. veljače 1948. godine.
Glavne vođe revolucije su Vaclav Havel i Aleksandar Dubček, koji je vodio Praško proljeće 1968. godine. Broj prosvjednika je od 200.000 došao do pola miljuna, a dvosatni generalni štrajk, koji je uključivao sve građane Čehoslovačke, bio je poguban. Komunistički vođa Čehoslovačke Gustav Husak, odstupio je sastavivši prvu ne-komunističku vladu od 1948. godine. Nakon toga, Havel je izabran za predsjednika, a Dubček za predsjednika saveznog parlamenta.
1. siječnja 1993. na snagu je stupio Baršunasti razvod, koji je stvorio dvije samostalne države, Češku i Slovačku. Za prvog predsjednika demokratske Češke izabran je Havel, a Slovačke Vladimir Mečiar.

## Tijek događaja
17. studenog u Pragu se trebao održati samo spomen-čin povodom 50. godišnjice pogubljenja devetorice studenata koji su u studenom 1939. organizirali protunacističke demonstracije u znak prosvjeda protiv ubojstva studenta Jana Opletala. Studentskom udruženju Stuha (Vrpca) u organizaciji se pridružio i Socijalistički savez omladine, a organizatori su zamolili disidentske organizacije da ne sudjeluju u akciji kako se ne bi našao povod za njenu zabranu ili gušenje.
Oko 15.000 okupljenih krenulo je prema Vyšehradskom groblju, a u gomili su se čule i proturežimske parole, primjerice 'Jakeše do koše' (Jakeša u koš), no policija je poštovala naređenje da ne reagira silom. No kad se završetkom skupa dio studenata zaputio prema centru grada, želeći doći na Václavski trg, ispriječili su se policijski kordoni koji su nakon nekoliko upozorenja nasrnuli na goloruke studente. Prema službenim podacima bilo 568 ozlijeđenih, no iskra koja je zapalila Čehoslovačku bila je lažna vijest da je poginuo student Martin Šmíd.
U znak prosvjeda zbog policijskog nasilja 18. studenog najavljen je štrajk na fakultetima i u kazalištima, a 19. studenog na inicijativu književnika Václava Havela sastali su se predstavnici raznih čeških opozicijskih skupina radi dogovora o zajedničkom nastupu. Osnovana je platforma nazvana Građanski forum koji je postavio četiri zahtjeva: trenutnu ostavku komunističkih čelnika odgovornih za pripremu intervencije Varšavskog pakta iz 1968. te za 'višedesetljetnu devastaciju svih područja društvenog života', počevši s Husákom i Jakešom. Tražila se i ostavka ministra unutarnjih poslova Františeka Kincla i šefa praške organizacije KPČ-a Miroslava Štěpána kao krivaca za nasilje 17. studenog, oslobađanje svih zatvorenika savjesti te istraga o događajima 17. studenog. U Slovačkoj je istog dana kao odgovor na brutalnost režima u Pragu nastala organizacija Javnost protiv nasilja na čelu s Milanom Kňažkom.
Štrajk na većini praških fakulteta započeo je 20. studenog, no vlast je to ocijenila kao oblik pritiska te je odbila pregovore i izrazila potporu policijskoj akciji 17. studenog. Istog dana počele su se održavati svakodnevne demonstracije diljem zemlje. Okupljeni su zveckali ključevima, poručujući da je odzvonilo režimu. Nemoćna da se obračuna s vlastitim narodom, vlast je stavila vojsku u stanje pripravnosti za eventualni obračun s prosvjednicima. Prijelomni događaj u revolucionarnim zbivanjima dogodio se 23. studenog. Tada je omraženi šef praških komunista Štěpán otišao na skup radnika tvornice ČKD Lokomotiva-Sokolovo, na kojem je studentske prosvjednike nazvao petnaestogodišnjom djecom i bio izviždan. Istog dana nekoliko tisuća radnika ČKD-a predvođenih Petrom Millerom pridružilo se demonstracijama na Václavskom trgu, što je poslalo snažnu poruku da je Komunistička partija izgubila potporu radničke klase u čije ime je tobože vladala.
Idućih dana režim je počeo ubrzano popuštati pa su 24. studenog predsjedništvo Centralnog komiteta KPČ-a i Miloš Jakeš podnijeli ostavke. Vijest je izazvala euforiju, posebno na Václavskom trgu, na kojem se Pražanima prvi put nakon 1968. obratio vođa Praškog proljeća Aleksander Dubček, kojem su okupljeni skandirali 'Dubček na Hrad!', tj. 'Dubček za predsjednika'. Dan kasnije CK KPČ je za novog čelnika izabrao Karela Urbáneka, dok je predsjednik Gustáv Husák dao amnestiju osmorici političkih zatvorenika, a Federalna skupština predložila je da se u vladu imenuju i nestranačke osobe. Istog dana u parku Letna održan je skup na kojem se okupilo čak 800.000 ljudi te su izrazili potporu Građanskom forumu, a izravno ga je prenosila i Čehoslovačka televizija izrazivši spremnost pridružiti se generalnom štrajku sazvanom za 27. studenog. 
Glavni govornici bili su Dubček i Havel, a koji je tog dana prvi put nastupio na televiziji i objasnio ciljeve Građanskog foruma. Već idućeg dana Havel se prvi put susreo s premijerom Ladislavom Adamecom i postavio četiri zahtjeva: trenutno puštanje svih političkih zatvorenika, odstup kompromitiranih političara, uz ostavku predsjednika Husáka do kraja godine, formiranje parlamentarnog povjerenstva koje bi istražilo zbivanja 17. studenog te poštovanje slobode informiranja. Time je službeno započeo dijalog vlasti i oporbe, a Havel je pozvao Adameca da prisustvuje skupu u parku Letna.
Iako je bio toplo dočekan među pola milijuna nazočnih, Adamec je osudio generalni štrajk, što je izazvalo salve negodovanja. Demonstracije su zaključene stvaranjem ljudskog lanca od Letne do Praškog dvorca. Planirani generalni dvosatni štrajk održan je 27. studenog u cijeloj Čehoslovačkoj, uz sudjelovanje čak 75 posto građana. Husák je prije toga imenovao novu vladu kojoj je na čelu bio pragmatični komunist Marián Čalfa. U vladi je bilo 10 komunista, po dva pripadnika satelitskih stranaka i sedam nestranačkih osoba, uglavnom predstavnika Građanskog foruma ili Javnosti protiv nasilja. Konačno, 28. prosinca odluka Komunističke partije o potpunom odricanju vlasti je stupila na snagu, a u Federalnu skupštinu kooptirani su predstavnici Građanskog foruma i Javnosti protiv nasilja, među njima i Aleksander Dubček, koji je izabran za predsjednika Skupštine. Idućeg dana Skupština će jednoglasno, dakle i glasovima komunista, za predsjednika Čehoslovačke izabrati Václava Havela i to se smatra završetkom Baršunaste revolucije.